# Xã Hensley, Quận Johnson, Indiana
Xã Hensley (tiếng Anh: Hensley Township) là một xã thuộc quận Johnson, tiểu bang Indiana, Hoa Kỳ. Năm 2010, dân số của xã này là 3.329 người.